# Karl Bandion
Karl Bandion (* 29. November 1903 in St. Bernhard-Frauenhofen, Niederösterreich; † 9. März 2000 in Neulengbach, Niederösterreich) war ein österreichischer Politiker (VdU, ab 1955 ÖVP). In der NSDAP bekleidete er als "Alter Kämpfer" verschiedene Positionen.

## Leben
Nach einem Jahr Volksschule absolvierte Karl Bandion die Handelsakademie, an der er im Jahr 1927 die Matura ablegte. Er war zunächst Landarbeiter von Beruf, der im Betrieb seines Vaters wie auch in anderen landwirtschaftlichen Unternehmen Arbeit fand, darunter als Vorarbeiter auf einem Bauernhof im Innviertel. 1928 wurde Bandion Mitarbeiter im Rechnungsdienst der Generaldirektion der Post.

## Politik
Bandion war nach eigenen Angaben zwangsweise Mitglied der Vaterländischen Front. Mit 28. März 1933 trat er der NSDAP bei (Mitgliedsnummer 1.601.818) und ist "Alter Kämpfer" unter den illegalen Nazis. Nach dem Anschluss Österreichs wurde er kommissarischer Leiter und Liquidator der Postgewerkschaft, außerdem Zellenleiter und Gauschulleiter der NSBO, Organisationsleiter und Kassenleiter. 1940 ging Bandion nach Galizien, wo er bis 1944 in verschiedenen administrativen Positionen Verwendung fand. Nach dem Ende der NS-Zeit wurde gegen ihn ein Volksgerichtsverfahren wegen Hochverrat wegen illegaler Betätigung eingeleitet. Nachdem er sich von 1948 bis 1949 in der Schweiz und Frankreich aufgehalten hatte, ging Bandion zurück in die österreichische Heimat.
1951 wurde er Mitglied der Landesleitung des VdU Niederösterreich. 1955, kurz bevor die Partei in der FPÖ aufging, trat Bandion jedoch in die ÖVP ein. Im Juni 1956 zog er als VP-Mandatar in den Nationalrat ein, dem er drei Jahre, bis Juni 1959, angehören sollte. Nach einer dreijährigen politischen Pause wechselte Bandion im Juli 1962 als Mitglied in den Bundesrat. In der Länderkammer Österreichs bekleidete er bis Oktober 1969 ein Mandat.
Innerhalb der ÖVP gehörte Bandion dem Österreichischen Arbeitnehmerinnen- und Arbeitnehmerbund (ÖAAB) an. Er war nicht nur ÖAAB-Vorsitzender von Neulengbach, sondern auch im Bezirk Sankt Pölten-Land.